# Ngày 6 tháng 10 (tỉnh)
Tỉnh Ngày 6 tháng 10 (tiếng Ả Rập: ‏محافظة السادس من أكتوبر Muḥāfaẓat as Sādis min Uktūbar) là một tỉnh của Ai Cập. Tỉnh nằm ở Trung Ai Cập, phía tây Thung lũng sông Nin.

## Lịch sử
Tỉnh Ngày 6 tháng 10 được tách từ tỉnh Giza vào ngày 17 tháng 4 năm 2008. Lý do tỉnh được tách ra là để giảm bớt gánh nặng hành chính cho Giza, một trong những tỉnh có mật độ dân số cao nhất Ai Cập. Thành phố Ngày 6 tháng 10 trở thành thủ phủ của tỉnh, thành phố này chủ yếu được xây dựng trong thời gian gần đây. Ngày 14 tháng 4 năm 2011, Thủ tướng chính phủ lâm thời Essam Sharaf đã giải thể tỉnh Ngày 6 tháng 10 và tái sáp nhập tỉnh vào tỉnh Giza.

## Tên gọi
của tên kỷ niệm ngày quân đội Ai Cập thành công xuyên qua kênh đào Suez vào ngày 06 Tháng 10 Năm 1973 trong chiến tranh Tháng Mười, được biết đến ở Israel là Chiến tranh Yom Kippur. Các ngày 6 tháng 10 cũng là của Ai Cập ngày lực lượng vũ trang.

## Thành phố
- Thàng phố Ngày 6 tháng 10
- thành phố Sheikh Zayed